# (3276) Porta Coeli
Pour les articles homonymes, voir Coeli.
(3276) Porta Coeli est un astéroïde de la ceinture principale.

## Description
(3276) Porta Coeli (« porte du ciel » en latin) est un astéroïde de la ceinture principale. Il fut découvert le 15 septembre 1982 à l'Observatoire Kleť par Antonín Mrkos. Il présente une orbite caractérisée par un demi-grand axe de 3,13 UA, une excentricité de 0,16 et une inclinaison de 2,7° par rapport à l'écliptique.

## Compléments